# 铜雀台

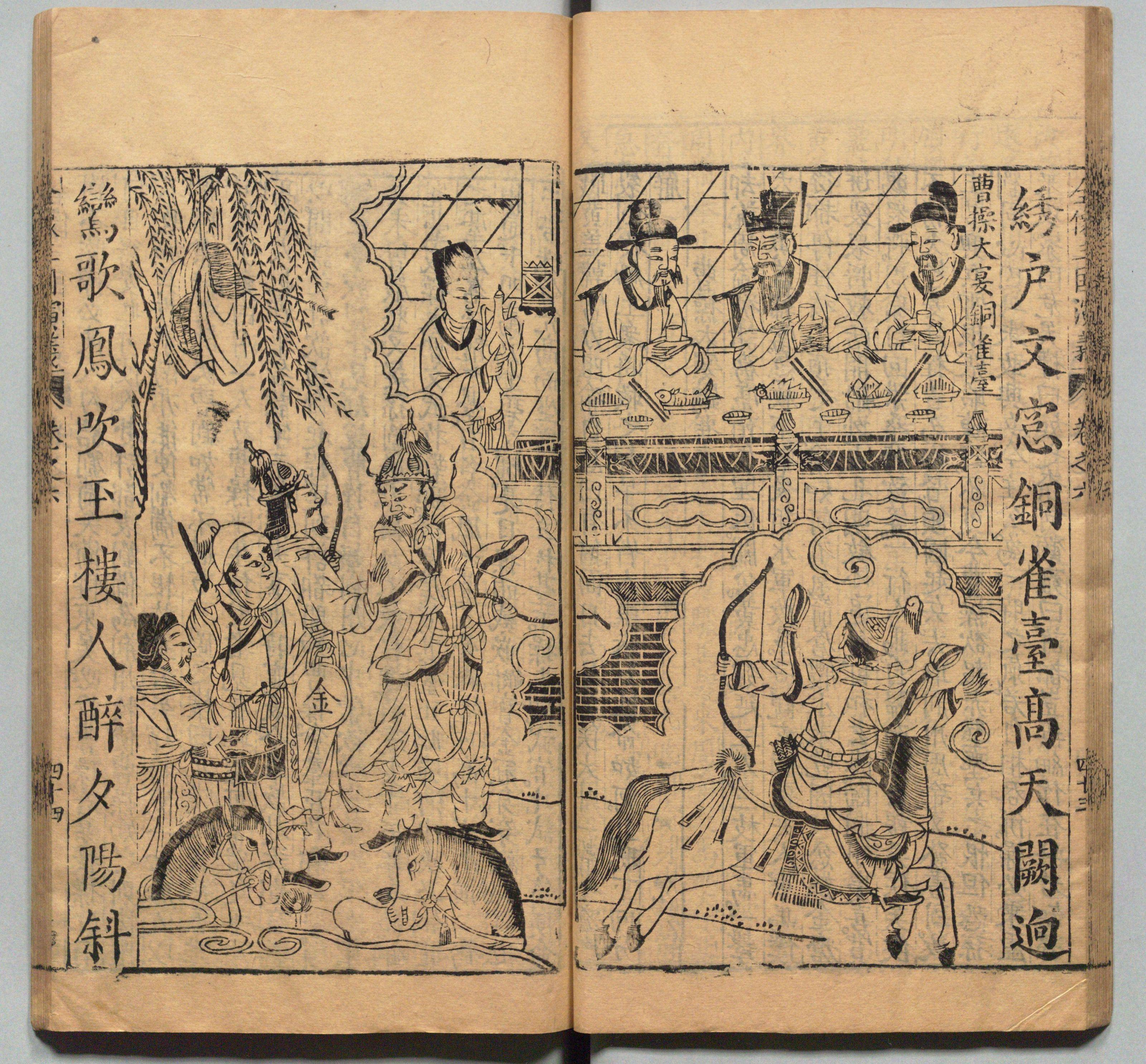
周曰校插图版《三国志通俗演义》中的曹操大宴铜雀台

銅雀台，建於东汉建安十五年（210年）冬，位於鄴城（河北省邯鄲市臨漳縣三台村），至今仍然保留遺跡。

## 歷史沿革
建安五年，曹操擊敗袁紹，於鄴建都漳河畔大興土木修建銅雀台，高十丈，分三台，各相距六十步遠，中間各架飛橋相連。建安十八年（213年），曹操又在銅雀台南方建一金虎臺。次年（214年），又在銅雀臺北建一冰井臺，合稱為“三臺”。《水经注·卷五·浊漳水》记载：“在邺城的西北隅，以墙为基，台高十丈，有屋百余间……巍然崇舉，其高若山”。
建安十七年（212年），曹植作《銅雀台賦》，其辭曰：「從明後而嬉游兮，登層臺以娛情。見太府之廣開兮，觀聖德之所營。 建高門之嵯峨兮，浮雙闕乎太清。立中天之華觀兮，連飛閣乎西城。臨漳水之長流兮，望園果之滋榮。仰春風之和穆兮，聽百鳥之悲鳴。……」曹操聽後大為讚賞。當時曹丕也写了《登台赋》，其名句为：“飞阁崛其特起，层楼严以承天。”曹操持重金从匈奴赎回汉末蔡邕之女蔡文姬，在铜雀台上接见她，让她演唱名著“胡笳十八拍”。
十六国后赵石虎时，在基础上又增加二丈，合十二丈，并建五层楼。據《鄴中記》載：“（石虎）於銅雀台穿二井，作鐵樑地道以通井，號曰‘命子窟’，於井中多置財寶飲食，以悅番客……”。北齐天保九年（558年），以工匠三十万，對三臺大加整修，竣工後“冰井”改名“崇光”，铜雀台改名为金凤台。到了唐朝又恢复了旧名。宋朝的王安石有詩《銅雀台詩》：“吹盡西陵歌舞塵，當時屋瓦始稱珍；甄陶往往成今手，尚詫虛名動世人。”王安石感嘆，世人喜花費重金收藏銅雀台瓦硯，卻大半是贗品。元末時，铜雀台被漳水冲毁一部份。到了明末，铜雀台大半被漳水冲毀。現存的建築，除金虎台遺址保存較完整外，銅雀台、冰井臺和其餘建築均毀於大水和戰火，淤埋於地下。

## 民间演义
《三國演義》裡諸葛亮曾經改動《銅雀台賦》文句為“攬二喬於東南兮，樂朝夕之與共”，激使周瑜表態聯合劉備抵抗曹操（魏史記載中無此段，疑羅貫中或後代說書人所添）。但曹操是在建安十五年（210年）冬興建銅雀台，比赤壁之戰（208年）整整晚了兩年，而曹植作《銅雀台賦》更是在建安十七年（212年）之後。